# Sección Cerris
Cerris es un sección de árboles del subgénero Cerris pertenecientes a la familia de las fagáceas.
Sección Cerris  del roble turco y sus parientes de Europa y Asia. Los estilos largos; las bellotas maduran en 18 meses y tiene un sabor muy amargo.  El interior de la bellota tiene depósito de pelo.  Sus hojas suelen tener los lóbulos afilados en las puntas, con cerdas en la punta del lóbulo.

## Especies seleccionadas
- Quercus acutissima -  este de Asia
- Quercus afares - Noroeste de África
- Quercus brantii - Montes Zagros, Asia Menor
- Quercus castaneifolia -  Cáucaso, Irán (Persia)
- Quercus cerris -  Europa del sur, sudoeste de Asia
- Quercus chenii - este de Asia
- Quercus infectoria -  Europa, sudoeste de Asia
- Quercus ithaburensis - Mediterráneo oriental
- Quercus libani - sudoeste de Asia
- Quercus macrolepis - sudoeste de Asia
- Quercus suber  - sudoeste de Europa, noroeste de África
- Quercus trojana - sudeste de Europa
- Quercus variabilis - este de Asia